# Автозавод Санкт-Петербург
Автозавод Санкт-Петербург — российский автосборочный завод в Санкт-Петербурге.
До 2022 года контролировался Nissan и выпускал автомобили этой марки. Весной 2022 года завод был остановлен, в октябре 2022 года перешёл в госсобственность и передан ФГУП «НАМИ». В 2023 году завод был передан АвтоВАЗу, но в феврале 2024 года возвращён в собственность НАМИ.

## История

### Nissan
13 июня 2006 года президент компании Nissan Карлос Таварес подписал соглашение о строительстве автозавода с Минэкономразвития России — завод полного цикла с объемом инвестиций 200 млн долл. и мощностью до 50 тыс. автомобилей в год должен быть построен в промзоне Каменка под Санкт-Петербургом. Строительство началось весной 2007 года; церемония закладки первого камня нового завода состоялась 8 июля 2007 года.

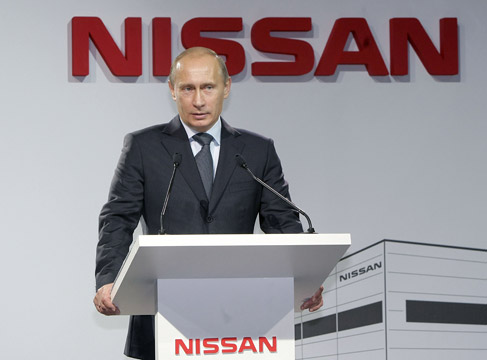
июнь 2009, церемония открытия завода с участием Владимира Путина

Автомобильный завод «Ниссан» был торжественно открыт 2 июня 2009 года в Санкт-Петербурге. В церемонии участвовал Владимир Путин, на тот момент являвшийся председателем правительства России.
Завод запущен по полному производственному циклу — здесь осуществляют сварку, окраску и сборку автомобилей. Первоначально выпускались лишь две модели — Nissan Teana и Nissan X-Trail. В 2011 году начат выпуск автомобиля Nissan Murano, в 2014 - автомобиля Nissan Pathfinder, в следующем году - модели  Nissan Qashqai. Также «Ниссан Мэнуфэкчуринг Рус» задействовал мощности завода Renault в Москве, где в 2014-2022 годах производился кроссовер Nissan Terrano.
Предприятие модернизировалось и расширялось: в 2014 году открыт цех пластиковых изделий и цех штамповки, а в 2020 запущена новая технология нанесения двухкомпонентного покрытия на автомобили; здесь присутствуют цеха, где тестируют автомобили, а также монтируется дополнительное оборудование. Завод также производит на экспорт детали на послепродажный рынок обслуживания в Европе.
По состоянию на июль 2019 год работало около 2000 сотрудников. Производственные мощности могут достигать до 100 тыс. автомобилей нескольких моделей. В 2018 году завод поставил рекорд годового объема выпуска за всю историю Nissan в России, выпустив 56 525 автомобилей. В октябре 2019 года с конвейера предприятия сошел 400-тысячный экземпляр, юбилейной моделью стал кроссовер Nissan Murano.
В 2018 году было произведено 26,4 тыс. кроссоверов Nissan Qashqai, 26,6 тыс. единиц Nissan X-Trail и 3,5 тыс. автомобилей Nissan Murano. Заявленный уровень локализации на 2017 год 64 %.
| Год  | Объём выпуска автомобилей, шт. | Выручка, млрд руб. | Чистая прибыль, млрд руб. | Источники     |
| ---- | ------------------------------ | ------------------ | ------------------------- | ------------- |
| 2018 | 56 525                         |                    |                           |               |
| 2017 | 45 847                         | 106                | (8)                       |               |
| 2016 | 36 464                         | 96,7               | (13,8)                    | [ 15 ] [ 16 ] |
| 2015 | 33 822                         | 97,0               | (12,1)                    | [ 15 ] [ 16 ] |
| 2014 |                                | 152,0              | (1,7)                     | [ 15 ]        |
| 2013 | 47 105                         | 124,8              | (2,7)                     | [ 17 ] [ 15 ] |
| 2012 |                                | 142,8              | 3,9                       | [ 15 ]        |
| 2011 |                                | 97,8               | 2,3                       | [ 15 ]        |
| 2010 |                                | 21,1               | 0,2                       | [ 15 ]        |
| 2009 |                                |                    |                           |               |

### LADA
В 2022 году завод остановлен по политическим причинам. Nissan не смог продолжать эксплуатацию завода и продал его ФГУП «НАМИ», который, в свою очередь, в 2023 году передал его АвтоВАЗу. В том же году завод был переименован в «Лада Санкт-Петербург» и перезапущен, начав выпускать китайский FAW Betsune T77 под названием LADA X-Cross 5, но в конце года проект был свёрнут (выпустили всего 170 экземпляров автомобиля). В феврале 2024 АвтоВАЗ вернул завод НАМИ.

### Xcite

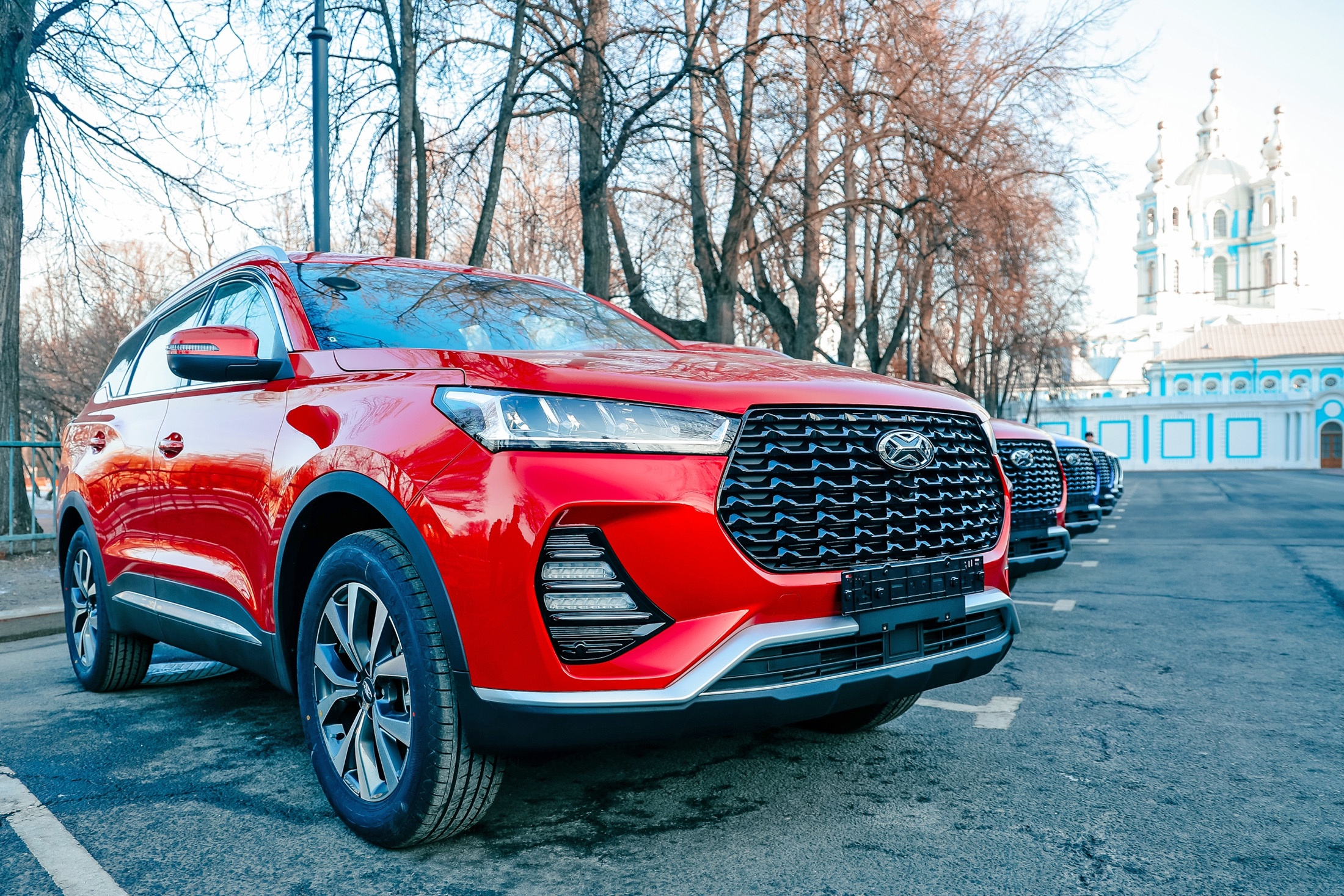
Xcite X-Cross 7 у Смольного

В январе 2024 года завод, уже под именем «Автозавод Санкт-Петербург», заявил о запуске нового автомобильного бренда Xcite. В марте была представлена первая модель бренда Xcite X-Cross 7, представляющая из себя копию автомобиля Chery Tiggo 7 Pro, продажи начались в мае. В конце октября была представлена вторая модель бренда Xcite X-Cross 8, перелицованная версия Chery Tiggo 8 Pro. Продажи начались в ноябре. Продажи автомобилей ведутся через дилерскую сеть LADA.
По итогам года результаты оказались провальными — в 2024 году планировалось выпустить 25 тыс. машин, фактически за год на заводе было собрано около 16,5 тыс. машин, из которых реализовано только 5 511 машин: 5 287 экземпляров (96 %) пришлось на X-Cross 7, и 224 экземпляров X-Cross 8. С учётом того, что почти 10 тыс. автомобилей выпуска 2024 года оказались к концу года на складах, планы производства на 2025 год были скорректированы до 6,5 тыс. машин, а в феврале 2025 года начата распродажа машин прошлого года выпуска с дисконтом.

## Производимые автомобили
Исторические:
- Nissan Teana (2009-2015)
- Nissan X-Trail (2009-2022)
- Nissan Murano (2011-2022)
- Nissan Pathfinder (2014-2016)
- Nissan Qashqai (2015-2022)
- LADA X-Cross 5 (2023)

Актуальные:
- Xcite X-Cross 7 (с 2024)
- Xcite X-Cross 8 (с 2024)